# 小行星3395
小行星3395（英語：3395 Jitka）是一颗围绕太阳公转的小行星。1985年10月20日，安東寧·姆爾科斯在克列特发现了此天体。
这颗小行星的绝对星等为107.18475等。